# Archonta
Gli Archonta sono un gruppo di mammiferi considerati un grandordine in alcune classificazioni.
Consiste dei seguenti ordini:
- Primates
- Plesiadapiformes†
- Scandentia
- Dermoptera
- Chiroptera

Le analisi genetiche hanno suggerito che i chirotteri non siano così strettamente imparentati con gli altri gruppi come era stato inizialmente affermato. È stata quindi proposta una categoria corretta, Euarchonta, che esclude i pipistrelli.
Si pensa che questo taxon si sia sviluppato fin dal primo cretaceo (più di 100 milioni di anni fa) e che quindi non si sia propagato come si credeva a seguito dell'estinzione di massa del cretaceo-terziario, relazionata invece agli eventi della storia della terra.